# Tomislav Paškvalin
Tomislav Paškvalin (Zagabria, 29 agosto 1961) è un ex pallanuotista croato, vincitore di due medaglie d'oro ai giochi olimpici di Seul 1988 e Los Angeles 1984.

## Palmarès
- Campionato francese: 1

Cacel Nice: 1994
- Coppa COMEN: 1

Mladost: 1987
- Coppa delle Coppe: 2

Mladost: 1976
- Supercoppa LEN: 3

Mladost: 1976

### Nazionale
- Oro olimpico: 2

Jugoslavia: Los Angeles 1984, Seul 1988
- Oro ai campionati mondiali: 1

Jugoslavia: Madrid 1986
- Oro ai IX Giochi del Mediterraneo: 1

Jugoslavia: Casablanca 1983
- Argento ai campionati europei: 2

Jugoslavia: Sofia 1985, Strasburgo 1987
- Argento ai Giochi del Mediterraneo: 1

Croazia: Linguadoca-Rossiglione 1993